# Луис де Камоис
Луис Ваз де Камоис (порт. Luís Vaz de Camões; 1524. или 1525, вероватно у Коимбри или Лисабону — 10. јун 1579. или 1580. у Лисабону) важи за португалског националног песника.
Биографски подаци о њему су ретки и непоуздани. Вероватно је студирао у Коимбри, служио као војник у Северној Африци, живео у Макау, Гои и Мозамбику. У Португал се вратио тек 1570. Припадао је групи најобразованијих људи свога времена.
Камоес је, поред осталог, писао песме, оде и сонете. Његово главно дело је еп Лузијаде (Os Lusíadas) из 1572. Лузијаде су дело хомеровске ширине и стила, слично Одисеји, и блиско класичним митовима и боговима. Ово дело се бави открићем поморског пута до Индије. Главни јунак је Васко да Гама који је око Рта добре наде и источне обале Африке стигао до Калкуте у Индији.
Дан Камоисове смрти, 10. јун, је португалски национални празник. Највеће португалско књижевно признање је Награда Камоис (Prémio Camões), која се додељује од 1989. Португалски културни институт носи име Институт Камоис (Instituto Camões).

## Живот

### Порекло и младост
Већина података о биографији Луиса де Камоиса изазива сумње и вероватно већина онога што циркулише о њему није ништа друго до типичан фолклор који се формира око познате личности. Документовано је само неколико датума који воде његовој путањи. Прапостојбина породице Камоис је Галиција (тадашња Краљевина Галиција), недалеко од рта Финистере. С очеве стране, Луис де Камоис потицао је од Васка Пирес де Камоиса, галицијског трубадура, ратника и фидалга, који се 1370. преселио у Португалију и од краља добио велике бенефиције у погледу положаја, почасти и земље, а чија је поезија националистичке природе, допринела одвраћању од бретонског и италијанског утицаја и обликовању националног трубадурског стила. Његов син Антао Ваз де Камоис служио је на Црвеном мору и оженио се са Доном Гуиомар да Гама, у сродству са Васком да Гамом. Из овог брака рођени су Симао Ваз де Камоис, који је служио у Краљевској морнарици и трговао у Гвинеји и Индији, и још један брат, Бенто, који је пратио каријеру писца и ступио у свештенство, придружујући се фрањевцима из Остина у манастиру Санта Круз, што је била престижна школа за много младе португалске господе. Симао се оженио Доном Аном де Са е Македо, такође из племићке породице, из Сантарема. Њен син јединац, Луис Ваз де Камоис, према Џејну, Фернандесу и неким другим ауторима, рођен је у Лисабону 1524. Три године касније, граду је претила куга, те се породица преселила, пратећи двор, у Коимбру. Међутим, постоји и неколико других градова који тврде да су били његово родно место: Коимбра, Сантарем и Аленкер. Иако су први Камоисови биографи, Северин де Фарија и Маноел Кореа, у почетку наводили да је његова година рођења 1517, записи о списковима организације Каса да Индија, које је касније консултовао Мануел де Фарија и Соза, изгледа да доказују да је Камоис је заправо рођен у Лисабону, 1524. Аргументи за стављање његовог места рођења изван Лисабона су слаби; али нису потпуно неоспорни, тако да се према садањим гледиштима сматра да су његово место и датум рођења неизвесни.
О његовом детињству много тога остаје непознато. До његове дванаесте или тринаесте године о њему се старао његов ујак Бенто, који га је затим послао у Коимбру да студира. Традиционални извори наводе да је био недисциплинован студент, али жељан знања, заинтересован за историју, космографију и класичну и модерну књижевност. Његово име се, међутим, не налази у записима Универзитета у Коимбри, али из његовог разрађеног стила и обиља ерудитних цитата који се појављују у његовим делима извесно је да је на неки начин стекао солидно образовање. Могуће је да га је његов ујак, канцелар универзитета и приор манастира Санта Круз, подучавао или да је студирао на манастирском факултету. Са двадесетак година вероватно се преселио у Лисабон, пре него што је завршио студије. Његова породица је била сиромашна, али пошто је био племић, могаће је да је био примљен на двор Жоаора III где је успоставио плодне интелектуалне контакте и започео своју каријеру као песник.
Претпостављало се да је зарађивао за живот као учитељ Франциска, сина грофа Линхареса, Д. Антонија де Нороне, али то сада изгледа мало вероватно. Такође се прича да је усвојио боемски начин живота, посећивао кафане и имао бурне љубавне везе. У касним биографијама песника по имену се наводи неколико дама које су биле предмет његове наклоности, али се те идентификације тренутно сматрају апокрифним додацима његовој легенди. Међу њима је, на пример, било говора о страсти према инфанти Дони Марији, краљевој сестри, али би му та одважност зарадила време у затвору. Друга је била Катарина де Атејде, са којом је наводно имао фрустрирану љубавну везу која је резултирала његовим самоизгнанством, прво у Рибатеху, а затим и пријављивањем за војника у Сеути. Разлог за ово друго путовање је нејасан, али само путовање је прихваћена чињеница; ту је остао две године и изгубио десно око у поморској бици у Гибралтарском теснацу. Вративши се у Лисабон, није губио време настављајући свој боемски живот.‍:pp. 20–21
У документу који датира из 1550. године наводи се да се пријавио за путовање у Индију: „Луис де Камоис, син Симао Ваза и Ане де Са, који живи у Лисабону, у Моурарији; штитоноша, 25 година стар, црвенобрад, довео је оца као јемца; иде на брод С. Педра дос Бургалесеса ... међу оружницима". Како се испоставило, није се одмах укрцао. У божићној поворци ушао је у свађу са извесним Гонсалом Борхесом, радником краљевске палате, и ранио га мачем. Осуђен на затвор, касније је добио писмо помиловања и ослобођен је краљевским налогом 7. марта 1553. године, у коме се каже: „он је млад човек и сиромашан и ове године ће служити у Индији”. Мануел де Фарија и Соза нађен у регистрима Армаде Индије, за годину 1553, под насловом „Gente de guerra” („Људи рата”).‍:pp. 19–21
Камоис је испловио на дан Цветих, 24. марта 1553. Његове последње речи, из његовог писма, биле су речи Сципионa Африканца, „Ingrata patria, non possidebis ossa mea” (Незахвална отаџбинo, нећеш поседовати моје кости).